# Серпе, Лауренс
Лауренс Серпе (итал. Laurens Serpe; род. 7 февраля 2001 года, Фивиццано, Италия) — итальянский футболист, защитник клуба «Специя».

## Клубная карьера
Является воспитанником «Дженоа». За клуб дебютировал в матче против «Перуджи». В чемпионате Италии дебютировал в матче против «Интернационале». Пропустил 4 матча из-за коронавируса.
17 января 2022 года был отдан в аренду в «Кротоне», но не сыграв ни матча за клуб, вернулся в «Дженоа», но вскоре был продан в «Специю», оттуда отправился в аренду в «Имолезе».
За «Имолезе» дебютировал только в матче против «Сиены» из-за травмы.

## Карьера в сборной
Играл за различные молодёжные сборные Италии, где сыграл 13 матчей.